# Jhony Brito
Jhony Rafael Brito (Puerto Plata, República Dominicana, 17 de febrero de 1998), más conocido como Jhony Brito, es un jugador profesional dominicano de béisbol que se desempeña en la posición de lanzador en San Diego Padres, equipo de las Grandes Ligas de Béisbol (MLB).

## Carrera
Brito hizo su debut en la MLB con el equipo New York Yankees, en el cual jugó una temporada (2023), después pasó a San Diego Padres, donde lleva jugando una temporada.